# جسور النصر للتصدير والاستيراد
شركة جسور النصر للتصدير والاستيراد هي شركة حكومية مصرية، مملوكة للهيئة المصرية العامة للمعارض والمؤتمرات التابعة لوزارة الصناعة، تعمل في مجال التصدير، الاستيراد، التجارة، خدمات الوساطة والترويج، والخدمات اللوجستية، أنشأت سنة 1958 كشركة مساهمة مصرية، وتم تأميمها في 1 يناير 1962 وتغير اسمها إلى «شركة النصر للاستيراد والتصدير».
ظلت الشركة تابعة للشركة القابضة للنقل البحري والبري حتى تم نقل تبعيتها للشركة القابضة للسياحة والفنادق والتجارة في أبريل 2022، ودُمج فيها شركتي مصر للاستيراد والتصدير ومصر للتجارة الخارجية التابعتين للشركة القابضة وتعديل اسمها لتصبح "جسور النصر للتصدير والاستيراد، ونُقلت ملكية أسهم الشركة إلى الهيئة المصرية العامة للمعارض والمؤتمرات في فبراير 2023، بلغ عدد فروع الشركة في يونيو 2022 ستة عشر فرعًا وعشرين مكتبًا موزعين في عدة دول في إفريقيا، آسيا، وأوروبا.

## وصلات خارجية
- الموقع الرسمي للشركة.